# شونسوی ماتسودا
شونسوی ماتسودا (انگلیسی: Shunsui Matsuda; ۱ ژانویهٔ ۱۹۲۵ – ۸ اوت ۱۹۸۷) بازیگر اهل ژاپن بود.